# Château-Ville-Vieille
Château-Ville-Vieille (okzitanisch Chastèu e Vilavielha) ist eine französische Gemeinde im Département Hautes-Alpes in der Region Provence-Alpes-Côte d’Azur. Sie gehört zum Arrondissement Briançon und zum Kanton Guillestre.

## Geographie
Die Gemeinde liegt in den französischen Seealpen in der Landschaft Queyras im Tal des Flusses Guil, in den hier die Aigue Agnelle einmündet. Das Gemeindegebiet gehört zum Regionalen Naturpark Queyras. Die beiden Teilorte von Château-Ville-Vieille sind Château Queyras im Westen und Ville Vieille im Osten. Die angrenzenden Gemeinden sind Cervières im Norden, Aiguilles im Osten, Molines-en-Queyras im Südosten, Ceillac und Guillestre im Süden sowie Arvieux im Westen.

## Bevölkerungsentwicklung
| Jahr                       | 1962 | 1968 | 1975 | 1982 | 1990 | 1999 | 2008 | 2012 | 2020 |
| Einwohner                  | 313  | 304  | 283  | 268  | 271  | 321  | 328  | 339  | 306  |
| Quellen: Cassini und INSEE |      |      |      |      |      |      |      |      |      |

## Sehenswürdigkeiten
- Fort Queyras, Monument historique
- Haus mit Sonnenuhr, Monument historique
- Haus mit Sonnenuhr von Zarbula, Monument historique
- Maison Thier mit Sonnenuhr, Monument historique
- Monument de l’Ange gardien, Monument historique
- Kirche Saint-André, Monument historique

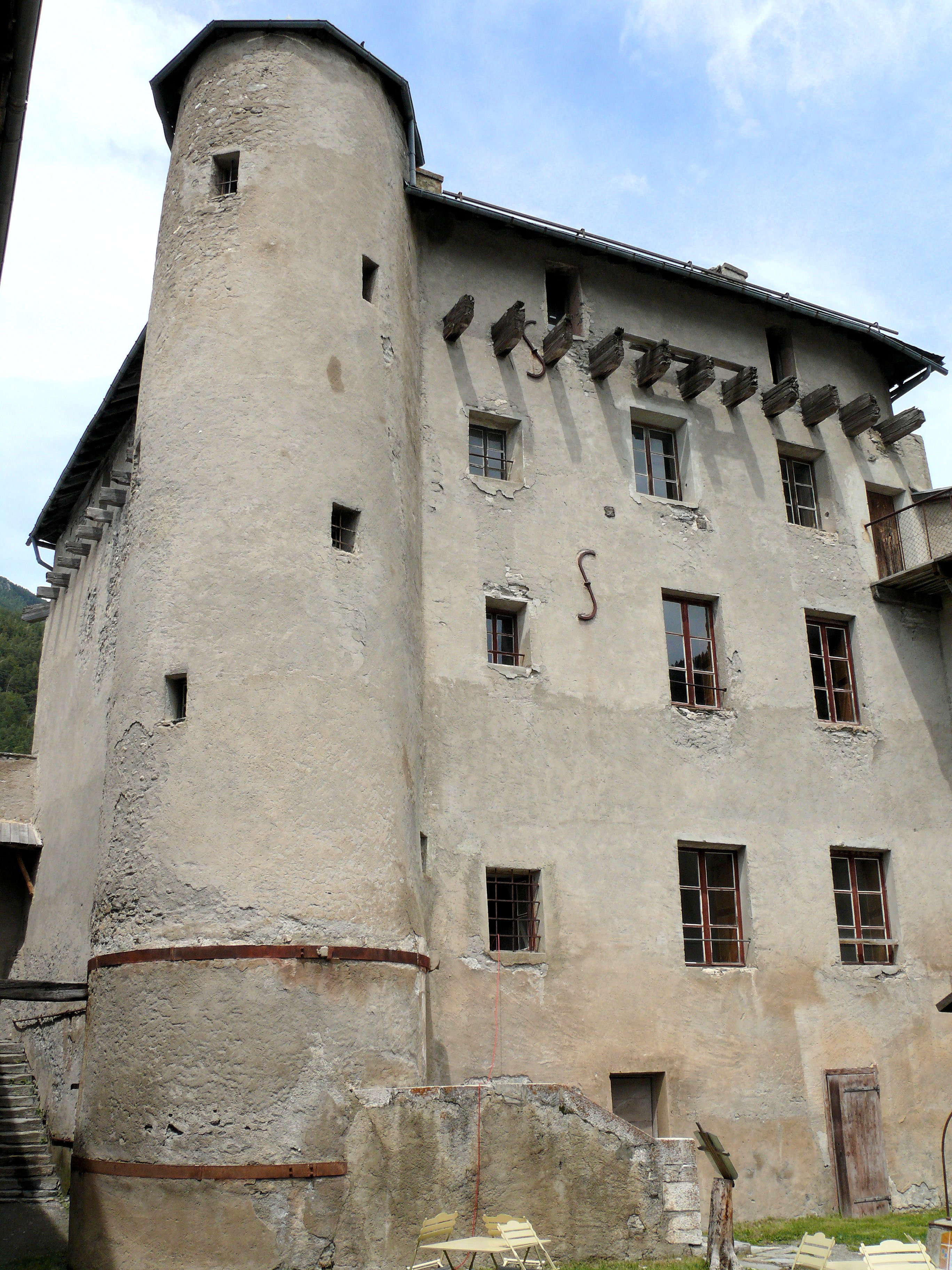
Fort Queyras
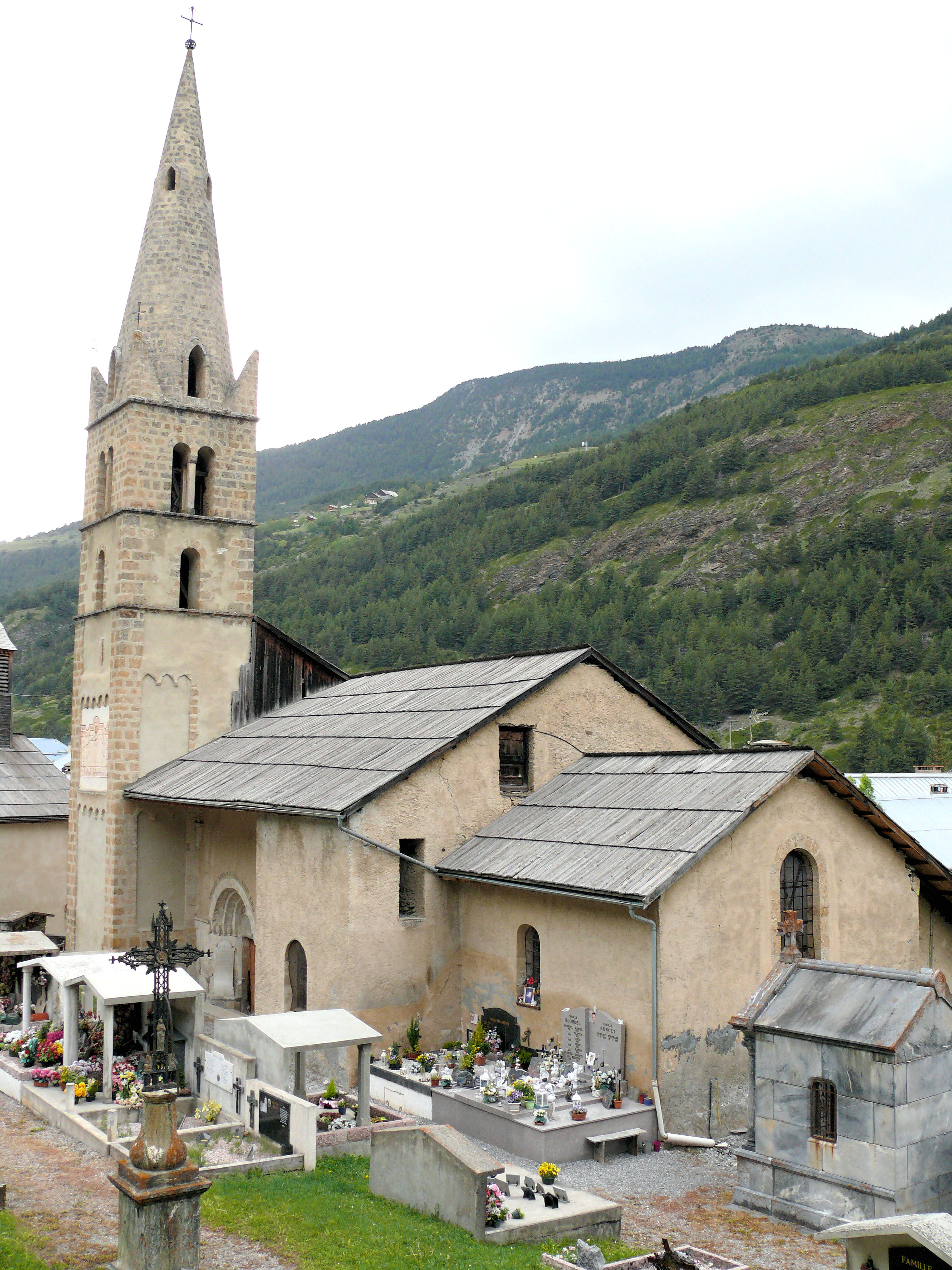
Kirche Saint-André